# 사랑은 아무나 하나 (2000년 드라마)
《사랑은 아무나 하나》는 2000년 5월 6일부터 같은 해 10월 29일까지 방영된 문화방송 주말연속극이다.

## 방송 시간
| 방송 채널 | 방송 기간                          | 방송 시간                          | 방송 분량 |
| --------- | ---------------------------------- | ---------------------------------- | --------- |
| MBC TV    | 2000년 5월 6일 ~ 2000년 5월 14일   | 매주 주말 저녁 7시 55분 ~ 9시      | 1시간 5분 |
| MBC TV    | 2000년 5월 20일 ~ 2000년 10월 29일 | 매주 주말 저녁 7시 55분 ~ 8시 55분 | 1시간     |

## 줄거리
쌍둥이 자매인 서희주와 서경주는 어릴 때 부모가 이혼하면서 헤어져 살게 되는데, 사업에 성공한 어머니와 함께 산 희주는 일 욕심이 많고 자신만만한 성격이고, 아버지와 함께 소박하게 시골에서 자란 경주는 현모양처를 꿈꾸는 얌전한 성격이다. 갑작스런 아버지의 죽음으로 성격과 가치관이 판이한 두 자매가 한 집에서 살게 되면서 일어나는 이야기다.

## 등장 인물
| - 이태란(서희주) - 김지호(서경주) - 류진(강인태) - 김호진(김동희) | - 김영애(윤복심) : 희주&경주 어머니 - 최불암(김한봉) : 동희 아버지 - 정혜선(손말숙) : 동희 어머니 - 박용하(김동진) · 이의정(김동자) : 동희 동생 |

### 그 외 인물
- 양택조(강중필) : 인태 아버지
- 김주혁(영재)
- 이영범(김동국) : 동희 형
- 사미자(동국 장모) 역
- 이현경(선화)
- 김호영(김 전무)
- 홍은희, 이주희, 권민중, 이영후, 홍순창, 박영지, 박찬환, 윤용현, 박형선, 권인선, 문회원, 김철기, 김옥주, 방양희, 최세환, 신성희, 신승주, 권성덕, 구혜진, 박주희, 최성철, 최선균, 이지은, 이승아, 손민우, 최재호, 정호근, 송재윤, 원종례, 손소영, 송일국, 정소영, 박혜정, 김성철, 김정국, 유서진, 함신영, 허성수, 김용희, 주우, 차주옥, 이원재, 유준상, 고용화, 김수연, 강미, 구민지, 김석옥, 김복희, 김각중, 백종헌, 여현수, 이세은, 양지선, 조재혁, 김흥수, 김은영, 김현수, 이도련, 임치오, 이은철, 이경아, 홍승옥, 최윤정, 송이진, 김홍석, 최은숙, 최범호, 염현희, 강용석, 고정민, 전수연, 정기성, 정수형, 한규희 , 한영숙, 홍수현(장서연), 김상엽, 김일웅, 신충식

## 참고 사항
- 극 중에서 연인에서 부부가 된 서경주와 김동희의 역을 각각 맡았던 배우 김지호와 김호진은 이 작품에서 만나 연인이 되면서 2001년 결혼하였다.[1]

- 같은 시기 방영되었던 kbs2tv 주말극 꼭지와 경쟁을 치열하게 하였다.